# Jean-Marie Gourlay
Pour les articles homonymes, voir Gourlay.
Jean-Marie Gourlay (1761-1823) est un homme politique français qui a exercé différentes fonctions administratives dans le département de Loire-Inférieure puis a été membre de différentes assemblées nationales (Conseil des Cinq-Cents, Tribunat, Corps législatif, Chambre des Représentants).

## Jeunesse
Jean-Marie Gourlay est né le 14 août 1761 à Lanrivain, fils de Joseph Marie Gourlay, sieur de La Haye, avocat à la Cour et sénéchal de Lanrivain, et de Marie Belhomme.
Il s'est installé à Savenay (évêché de Nantes) en 1789, pour y exercer les fonctions de receveur des devoirs (impôts sur les boissons alcoolisées).
Dès les débuts de la Révolution, il s'en montra un chaleureux partisan. En 1790, il était membre de la garde nationale de Savenay, dont il était capitaine en 1791.

## Carrière administrative

### Administrateur du district de Savenay
Jean-Marie Gourlay fut élu administrateur du district de Savenay le 15 septembre 1791 , puis membre du directoire de ce district le 3 novembre 1791.

### Administrateur du département de la Loire-Inférieure
- élu novembre 1792 - 82 voix [2]
- destitué le 4 octobre 1793 [3]
- commissaire civil du département dans le district de Savenay du 4 avril à septembre 1793 (176 journées [4]) rappelé les 23 et 31 juillet, le 13 septembre [5]

### Administrateur du district de Savenay
Membre du directoire :
- nommé par le Comité de Salut Public le 23 messidor II [6]
- maintenu par représentants du peuple le 15 pluviôse III [7]

### Membre de l'administration centrale du département de la Loire-Inférieure
- élu en vendémiaire an IV

## Carrière politique

### Conseil des Cinq-Cents
- élu en germinal an VI
- il s'occupa à peu près exclusivement d'intérêts locaux et de mesures d'économie publique.
- partisan du coup d’État du 18 brumaire, il fut, le lendemain de cette journée, inscrit, comme membre des Cinq-Cents, sur la liste de la Commission intermédiaire.

### Tribunat
Entré le 4 nivôse an VIII, il soutient le pouvoir consulaire et appuie l'établissement de l'Empire.